# Terry Jacks

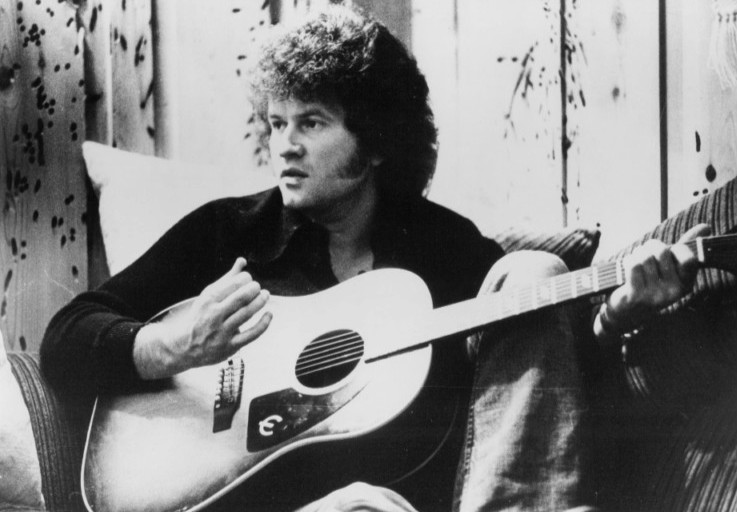
Jacks in 1974

Terry Jacks (Winnipeg, 29 maart 1944) is een Canadees zanger.
Hij heeft zijn grootste successen gehad in de jaren 60 en 70. Samen met zijn vrouw Susan Jacks had hij in 1969 met The Poppy Family een internationale hit met 'Which way you goin' Billy?'. Zijn grootste hit is 'Seasons in the sun' uit 1973. Dit is een vertaling/bewerking door Rod McKuen van 'Le moribond' van Jacques Brel. Met dit lied bereikte hij de eerste plaats in de Amerikaanse hitparade. Het is nog altijd de bestverkochte Canadese popsong. Een jaar later had hij een hit met de Engelstalige versie 'If you go away' van de Brel-compositie 'Ne me quitte pas'. Ook 'Rock 'n' roll (I gave you the best years of my life)' van Kevin Johnson, dat een hit was voor The Cats, is een lied dat Terry Jacks nog de hitparades van de Verenigde Staten en Canada in zong.
Later legde Jacks zich toe op het produceren van muziek. Ook is hij actief in de milieubeweging.

## NPO Radio 2 Top 2000
| Nummer met noteringen in de NPO Radio 2 Top 2000 | '99  | '00  | '01-'02 | '03  | '04 | '05  |
| ------------------------------------------------ | ---- | ---- | ------- | ---- | --- | ---- |
| Seasons in the Sun                               | 1752 | 1794 | -       | 1690 | -   | 1854 |

1. ↑  Een '-' betekent dat het nummer niet was genoteerd en een vetgedrukt getal geeft de hoogste notering aan.
2. ↑  Deze tabel is bijgewerkt tot en met de laatste editie (2024).

- Bibsys: 8069227
- Bibliothèque nationale de France: cb139324470 (data)
- Gemeinsame Normdatei: 135077265
- International Standard Name Identifier: 0000 0000 7375 4293
- Library of Congress Control Number: n88677326
- MusicBrainz: d8ae63c6-6fce-41b2-98ba-e570bc4007ca
- Virtual International Authority File: 70516585
- WorldCat: E39PBJhMgdRxQBJm9RPcDF3CwC